# Такигути, Дзюмпэй
Дзюмпэй Такигути (яп. 滝口 幸平 Такигути Дзюмпэй, настоящее имя Кохэй Такигути (яп. 滝口 幸平 Такигути Ко:хэй), 17 апреля 1931 года — 29 августа 2011 года) — японский сэйю и диктор. Известен по ролям Пэрасукэ из Time Bokan, Докуробэя из Yatterman, Графа Брокена из Mazinger Z и Рэмбоса из Tekkaman: The Space Knight, а также как ведущий программы Burari Tochuu Gesha no Tabi и актёр дубляжа.
Скончался 29 августа 2011 года в 7:33 по местному времени в возрасте 80 лет от рака желудка. На шестой церемонии Seiyu Awards 2012 года был посмертно награждён специальным призом за заслуги.

## Роли

### Аниме-сериалы
- Moomin (1969) — Моран
- Mazinger Z (1972) — Граф Брокен
- New Moomin (1972) — Моран
- Gozonji! Gekkou Kamen-kun (1972)
- Chiisana Viking Bikke (1974) — Снорр
- Brave Raideen (1975) — Барао Ётэй
- Tekkaman: The Space Knight (1975) — Рэмбос
- Time Bokan (1975) — Пэрасукэ
- Kyoryu Daisenso Aizenborg (1977) — Горо Камихара
- Yatterman (1977) — Докуробэй
- The Ultraman (1979)
- Ninja Hattori-kun (1981) — Дзиппо
- Urusei Yatsura (1982) — Красная мантия
- Minami no Niji no Lucy (1982) — Петтивелл
- Tokimeki Tonight (1982) — Тамасабуро Камия
- Dragon Ball (1986) — Уранай Баба
- Kikou Senki Dragonar (1987) — Майор Хайделнекен
- Anpanman (1988) — Санта Клаус
- Dragon Ball Z (1989) — Уранай Баба, Порунга, старейшина
- Moeyo Zantetsuken (1994) — Тин Тин Тё
- Montana Jones (1994) — профессор Нитро
- Mahoujin Guru Guru (1994—1995) — Момбуран
- Kochira Katsushikaku Kameari Kouenmae Hashutsujo (1996)
- Alice SOS (1998) — M-1
- One Piece (1999) — адмирал Нельсон
- Hamtaro (2000) — дедушка Магги
- Daa! Daa! Daa! (2000) — профессор Винсент
- Alcatraz Connection (2001) — Хауан
- Cyborg 009 (2001) — профессор Кодзуми
- Astro Boy (2003) — мистер Дарлинг
- Karin (2005) — голос за кадром
- .hack//Roots (2006) — Филло
- D.Gray-man (2006) — Тысячелетний граф
- Kirarin Revolution (2006) — мистер Дантё
- Kurozuka (2008) — человек в чёрном
- Dragon Ball Kai (2009) — старейшина

### Анимационные фильмы
- Sinbad no Bouken (1962) — капитан
- Hyokkori Hyoutan-jima (1967) — Лев
- Alibaba to Yonjubiki no Tozuku (1971) — Кадзиру
- Nagagutsu o Haita Neko: Hachijuu Nichi-kan Sekaiisshuu (1976) — месье Гурмон
- Yatterman (1977) — Докуробэй
- Hokkyoku no Muushika Miishika (1979) — Гараа
- Tanpen Unico (1979) — Чёрное облако
- Fumoon (1980) — доктор Кагаси Ямадано
- Doraemon: Nobita no Daimakyo (1982) — Дафранда
- Techno Police 21C (1982) — Скрэтч
- Dr. Slump: Hoyoyo! Space Adventure (1982) — король Саодакэ
- Harmagedon (1983) — Дзамэди
- Manga Aesop Monogatari (1983) — Бэрроу
- Dr. Slump & Arale-chan Hoyoyo! Sekai Issuu Dai Race (1983)
- Pataliro! Stardust Keikaku (1983) — Сандерс
- Gegege no Kitarou (1985) — Тимпо
- Seikimatsu Kyuuseishu Densetsu Hokuto no Ken (1986) — Сердце
- Bug tte Honey: Megalom Shoujo Rondo 4622 (1987) — Кюра
- Grimm Douwa — Kin no Tori (1987) — король Канемач
- My Melody no Akazukin (1989) — Хантер
- Sangokushi [1]: Eiyuu-tachi no Yoake (1992) — Дун Чжо
- Slayers Gorgeous (1998) — Гайзно
- Crayon Shin-chan: Dengeki! Buta no Hizume Daisakusen (1998) — доктор Отай
- Metropolis (2001) — доктор Лоутон
- Doubutsu no Mori (2006) — Сэйити
- Yatterman: Shin Yatter Mecha Daishuugou! Omocha no Kuni de Daikessen da Koron! (2009) — Докуробэй

### OVA
- Midori no Neko (1983) — профессор
- Mugen Shinshi: Bouken Katsugeki Hen (1987) — инспектор Эдогава
- Dirty Pair (1988) — Масохо
- The Hakkenden (1990—1993) — Хикироку
- Souryuuden (1991) — Ацуси Тамодзава
- Black Jack (1993) — Доктор Арман
- Time Bokan Oudou Fukko (1993—1994) — Докуробэй
- Sonic the Hedgehog (1996) — Доктор Эггман
- Heisei Harenchi Gakuen (1996) — Маруготи
- JoJo no Kimyou na Bouken (2001) — Уилсон Филлипс
- Lupin III: Ikiteita Majutsushi (2002) — Магнат

### Видеоигры
- Crash Team Racing (1999) — Нитрос Оксид
- Dragon Ball Z: Sparking! (2005) — Порунга
- Dragon Ball Z: Sparking! Neo (2006) — Уранай Баба, Порунга
- Dragon Ball Z: Sparking! Meteor (2007) — Порунга
- Dragon Ball Z: Infinite World (2008) — Порунга
- Kingdom Hearts Birth by Sleep (2010)
- SegaSonic The hedgehog(1993)- Доктор Роботник

### Дубляж
Анимация
- Алиса в Стране чудес — Твидл Дам и Твидл Ди
- Суперсемейка — Олли Джонстон
- Робин Гуд — шериф
- Леди и Бродяга — Верный (Трасти)
- Черепашки-ниндзя — Крэнг
- Симпсоны — Абрахам Симпсон
- Симпсоны в кино — Абрахам Симпсон
- Белоснежка и семь гномов — Весельчак
- Коты Аристократы — Пеппо
- Пёс Хакльберри — Пёс Хакльберри

Игровое кино
- Волшебник страны Оз — Волшебник страны Оз / профессор Марвел / привратник / извозчик
- Бэтмен — Джокер
- Ковбой Джи-мэн — Пэт Галлахер, Стони Крокетт, Зербо
- Голдфингер — Аурик Голдфингер
- Пуаро Агаты Кристи — Питер Устинов
- Я люблю Люси — Фред Мерц
- Подарок на Рождество — офицер Хаммелл
- Смертельное оружие 4 — Бенни Чан
- Живи и дай умереть — шериф Пеппер
- Человек с золотым пистолетом — шериф Пеппер
- Мэри Поппинс — дядя Альберт
- Мелоди — мистер Перкинс
- Маппет-шоу
- Сын Маски — доктор Артур Ньюман
- Спартак — Гракх
- Песня Юга — Брер Оул
- Звёздные войны. Эпизод II: Атака клонов — Декстер Джеттстер